# Елена Греческая и Датская
Елена Греческая и Датская (греч. Πριγκίπισσα Ελένη της Ελλάδας και Δανίας, рум. Elena a Elenilor și de Danemarca; 2 мая 1896, Афины — 28 ноября 1982[…], Лозанна) — дочь короля Греции Константина I и Софии Прусской, супруга румынского наследного принца Кароля, мать короля Михая I. За усилия по спасению румынских евреев от нацистов была удостоена в 1993 году звания Праведник народов мира.

## Принцесса Греческая и Датская
Елена родилась в Афинах, она была третьим ребёнком в семье наследного принца Греции Константина (впоследствии король Константин I) и его жены, принцессы Софии Прусской. У Елены были 3 брата, каждый из которых правил в Греции — Георг II, Александр I и Павел I — и две сестры, Ирина и Екатерина.
В 1910 году в результате военного заговора с целью поставить её отца Константина королём Греции вместо её деда Георга I Елена отправилась в изгнание вместе со своими родителями, братьями и сестрами. Семья провела лето в замке Фредериш, доме её тёти по материнской линии Маргариты, ландграфини Гессенской. Она провела зиму в отеле во Франкфурте, прежде чем вернулись в Грецию.
В 1917 году Елена и её семья отправилась в изгнание во второй раз в результате того, что её отец не поддержал страны Антанты в Первой Мировой войне. После краткого пребывания в Санкт-Морице семья переехала на виллу недалеко от Цюриха. Её передвижения были строго ограничены союзниками; она должна была проживать только в немецкоговорящей части Швейцарии.

## Кронпринцесса Румынии
В декабре 1919 года Елена встретила наследного принца Румынии Кароля в Люцерне; он возвращался из мирового турне после вынужденного развода со своей первой женой. Елена сопровождала Кароля в Румынию. В ноябре 1920 года она посетила Кароля в Цюрихе, и там он просил её руки у её отца. Против этого брака была мать Елены, королева София.
В декабре 1920 король Константин I был восстановлен на троне в Греции, и Елена вернулась в Афины. Она вышла за Кароля 10 марта 1921 в кафедральном соборе в Афинах (Кароль и Елена были троюродными (по линии Виктории) и четвероюродными (по линии Николая I) братом и сестрой). Она была первой греческой принцессой, которая вступила в брак в Афинах. Пара провела медовый месяц в Татои, летней резиденции греческой королевской семьи, перед тем как отплыть в Бухарест.
У Елены и Кароля была квартира в Котроченском дворце в Бухаресте, но они провели большую часть своего времени в замке Пелеш в Синае. Брак был поначалу счастливым, но потом испортился.
25 октября 1921 года у Елены и Кароля родился единственный ребёнок — принц Михай. По слухам, роды были преждевременными (он родился только через семь с половиной месяцев после свадьбы родителей).
В декабре 1921 г. семья переехала в дом Чаис Касилеф в Бухаресте. Елена была также назначена почетным полковником 9-го кавалерийского полка.

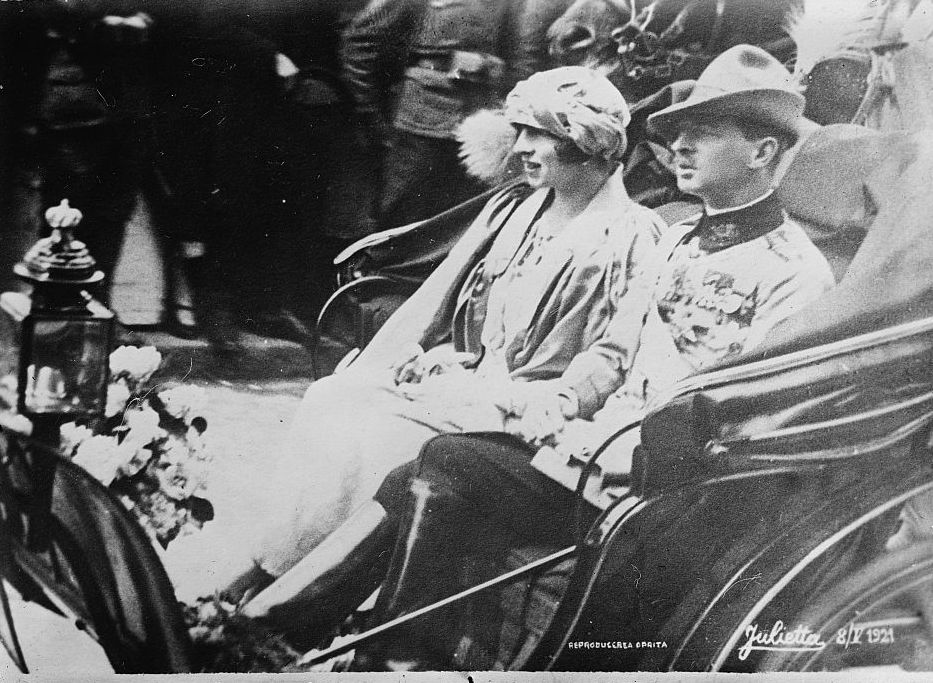
Елена со своим мужем Каролем.

В 1925 году у Кароля начался роман с Еленой Лупеску. В декабре 1925 года он отказался от своих прав на престол и покинул Румынию. 4 января 1926 года румынский парламент ратифицировал принятие отказа Кароля, и прошёл законопроект, предоставляющий Елене титул принцессы Румынии. Елена осталась в Румынии с сыном Михаем. Следующим летом она отправилась в Италию, чтобы попытаться договориться о встрече с Каролем, но встречи не произошло.

## Развод
В июле 1927 сын Елены Михай стал королём Румынии. В декабре 1927 Кароль попросил у Елены развода. Сначала она отказалась, но в итоге согласилась. 21 июня 1928 года брак был расторгнут румынским Верховным судом.
6 июня 1930 года Кароль вернулся в Румынию и был провозглашен королём. Елена продолжала жить в своем собственном доме в Бухаресте с сыном Михаем. Последовало несколько месяцев дискуссий об аннулировании развода. Правительство и общество Румынии поддерживали восстановление супружеских отношений Кароля и Елены. Совместная церемония коронации была запланирована на середину сентября. Елене сказали, что в результате отмены акта от 4 января 1926 года Кароль становился королём, а она — королевой Румынии.
Правительство представило указ, подтверждающий, что Елена именуется Её Величество Королева Румынии. Кароль, однако, заявил Елене, чтобы она именовалась Её Величество Елена (то есть у неё не было титула королевы). Елена отказалась от этого.

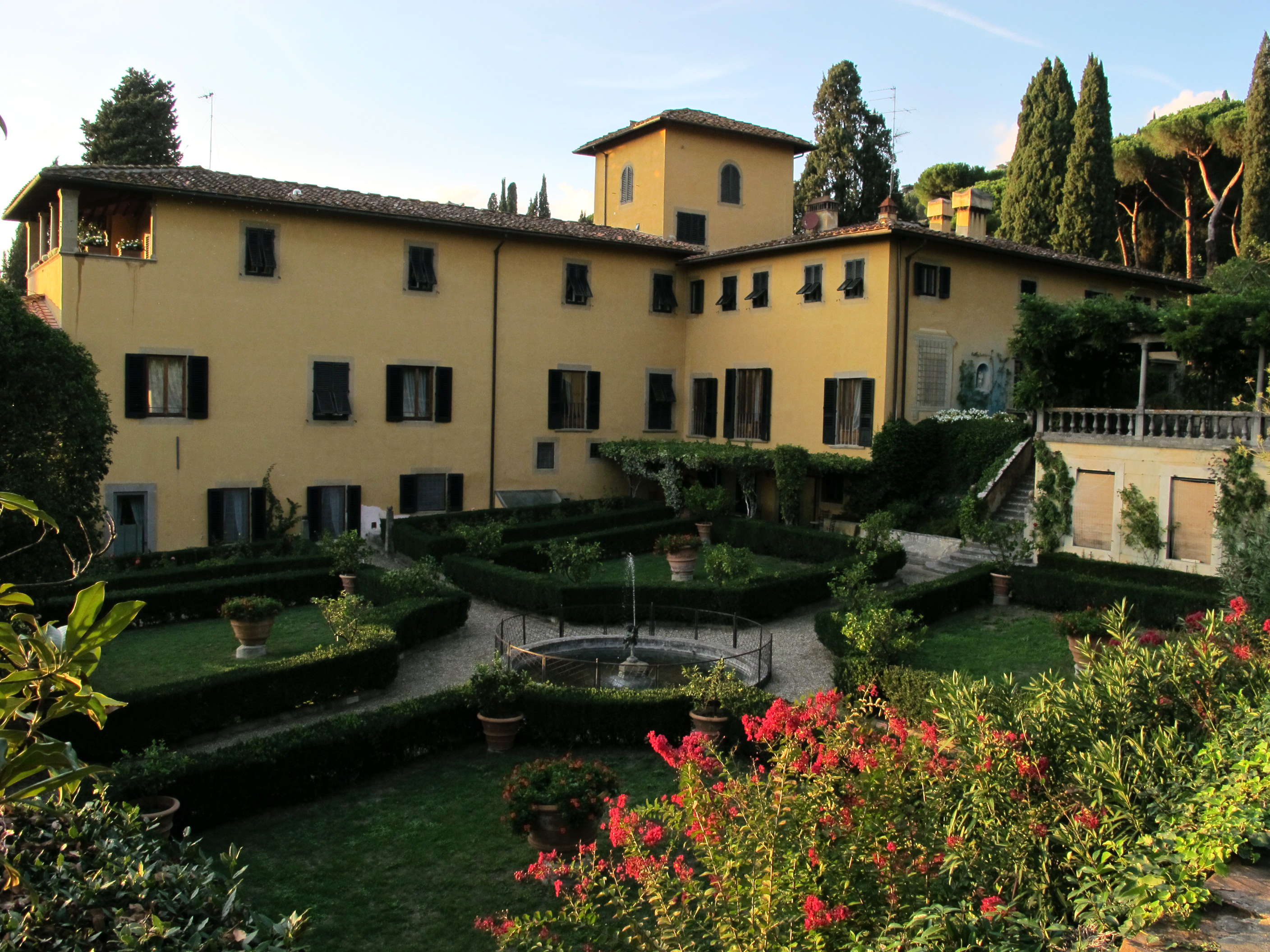
Вилла Спарта

В конце концов стало ясно, что сам Кароль не хочет развода. Поскольку Елена не будет возражать против планов правительства отменить развод, Кароль принял меры против неё самой: были выставлены охранники вокруг её дома, те, кто посещал её, преследовались, и она была лишена почетного звания полковника.
Столкнувшись с этими проблемами, Елена решила уйти в изгнание. После краткого визита в Лондон она стала жить на вилле у своей матери недалеко от Флоренции. В октябре 1932 года она вернулась в Бухарест. Кароль начал писать против неё в прессу, утверждая, что она пыталась покончить с собой два раза. Правительство издало указ, подтверждающий гражданство Елены в Румынии, и официально позволило ей находиться в Румынии шесть месяцев каждый год и видеться с сыном каждый год в течение месяца.
Несмотря на официальное разрешение на проживание в Румынии, Елена оставалась в изгнании во Флоренции. Её финансовое положение было стабильным, и она была в состоянии купить себе собственную виллу в городе Сан Доменико. Весной 1934 Елена переехала в виллу вместе со своим братом Павлом и двумя сестрами. Она жила здесь следующие десять лет, видя своего сына Михая в течение месяца каждый год.

## Королева-мать Румынии
В сентябре 1940 года Михай был восстановлен на престоле. Елена получила титул королевы-матери Румынии. Во время Второй мировой войны она посвятила себя уходу за ранеными. За усилия по спасению румынских евреев от нацистов она была удостоена в 1993 году статуса Праведник народов мира.
В декабре 1947 Михай был вынужден отречься от престола. Елена вернулась в Сан Доменико. Позже она жила в Лозанне и Флоренции.
Елена умерла в возрасте 86 лет в Лозанне в 1982 году.

## Титулы
- 2 мая 1896 — 10 марта 1921: Её Королевское Высочество Принцесса Елена Греческая и Датская.
- 10 марта 1921 — 4 января 1926: Её Королевское Высочество Кронпринцесса Румынии.
- 4 января 1926—1928: Её Королевское Высочество Принцесса Румынии.
- 1928 — 6 сентября 1940: Её Величество Елена.
- 6 сентября 1940 — 30 декабря 1947: Её Величество Королева-мать Румынии.
- 30 декабря 1947 — 28 ноября 1982: Её Величество Королева-мать Елена Румынская (номинально).